# Bourreria tuxtlae
Bourreria tuxtlae är en strävbladig växtart som beskrevs av G.Campos och F.Chiang. Bourreria tuxtlae ingår i släktet Bourreria och familjen strävbladiga växter. Inga underarter finns listade i Catalogue of Life.